# Надія (Покровський район)
Надія (Митрівка (Дмитрівка), Верхній Артема і Нижній Артема або в 1945 році Артема-1 і Артема-2. З 02.06.1945 року до 17 лютого 2016 року — село Артема) — село Криворізької сільської громади Покровського району Донецької області, Україна.

## Історія
Приблизно в кінці 1880-х років меноніт Яків Якович Вінс (23.04.1857-22.05.1910 рр.) купив 480 дес. землі на якій заснував хутір Митрівка. Хутір знаходився при дорозі між селами Добропілля і Новофедорівка. Другий брат Іван Якович Вінс (....-01.10.1918 рр.)заснував свій хутір у Полежаєвській балці і селяни називали хутір Вінса, а з часом Верхній Артема.
7 (20) листопада 1917 року, відповідно до Третього Універсалу Української Центральної Ради, увійшло до складу Української Народної Республіки.  
У роки радянської влади за хутором Митрівка закріпилася назва Нижній Артема. В 1945 році постановою Сталінського облвиконкому від 02.06.1945 року хутір перейменували в хутір Свободний Труд. В даний час збереглося тільки дві будівлі. Хутір Артема-1 (Верхній Артема) перейменували в хутір Артема.
Згідно рішення Сталінського облвиконкому від 13.08.1954 року, хутора Артема і Трудовий передані з Добропільської до Криворізької сільської ради.

## Населення
Станом на 2001 рік населення села становило 86 осіб, з них 97,67% зазначили рідною мову українську, а 2,33%— російську.